# Município de Boston (condado de Summit, Ohio)
Localização do Ohio nos E.U.A.
O município de Boston (em inglês: Boston Township) é um município localizado no condado de Summit no estado estadounidense de Ohio. No ano 2010 tinha uma população de 1272 habitantes e uma densidade populacional de 25,07 pessoas por km².

## Geografia
O município de Boston encontra-se localizado nas coordenadas 41° 14′ 02″ N, 81° 33′ 12″ O. Segundo a Departamento do Censo dos Estados Unidos, o município tem uma superfície total de 50.73 km², da qual 50,56 km² correspondem a terra firme e (0,34 %) 0,17 km² é água.

## Demografia
Segundo o censo de 2010, tinha 1272 pessoas residindo no município de Boston. A densidade de população era de 25,07 hab./km².